# The Boxer Rebellion
The Boxer Rebellion ist eine britische Rockband aus London. Die Band besteht aus dem US-Amerikaner Nathan Nicholson (Gesang, Gitarre, Keyboard), dem Australier Todd Howe (Lead-Gitarre) und den Engländern Adam Harisson (Bass) und Piers Hewitt (Schlagzeug). Ihr Song Spitting Fire wird unter anderem im Film Von der Kunst, sich durchzumogeln und Verrückt nach dir verwendet. Seit August 2014 ersetzt Andrew Smith den Gitarristen Todd Howe. Gründe für das Ausscheiden Howes sind bisher nicht bekannt.

## Diskografie

### Studioalben
- 2005: Exits
- 2009: Union
- 2011: The Cold Still
- 2013: Promises
- 2016: Ocean by Ocean
- 2018: Ghost Alive

### Livealben
- 2009: iTunes Live from London (iTunes exclusive)
- 2011: Live in Tennessee
- 2014: Live at The Forum by The Boxer Rebellion

### EPs
- 2003: The Boxer Rebellion EP
- 2004: Work in Progress

### Singles
- 2003: Watermelon
- 2004: In Pursuit
- 2004: Code Red
- 2005: All You Do Is Talk
- 2007: Broken Glass (Free Download)
- 2008: JFKFC (Free Download)
- 2008: The Rescue (Free Download)
- 2008: Don’t Drag Your Dirty Feet (Free Download)
- 2008: Evacuate
- 2009: Flashing Red Light Means Go
- 2011: Step Out of the Car
- 2011: The Runner
- 2011: No Harm
- 2013: Diamonds